# 化粧合板
化粧合板（けしょうごうはん）は、表面に突板を貼り付けたり、塗装等の加工を行った合板である。
建築物の内装や家具等の外装におもに美観目的で使用され、耐力構造が必要とされない部分で使用される。塗装の手間がないことや天然銘木の美観を低コストで得られるため、多用されている。

## 化粧合板の種類
日本農林規格（JAS）では、天然木化粧合板、特殊加工化粧合板の2種類がある。
天然木化粧合板
普通合板の表面又は表裏面に美観を目的とする単板を貼ったもの。天然銘木を薄くスライスした突板を板状基材に貼り付けた合板で、天然銘木等が持つ木目の美観を無垢材を使用するよりも低コストでの実現ができる。
特殊加工化粧合板
普通合板の表面又は表裏面にオーバーレイ、プリント、塗装等の加工を施したもの。天然木の木目模様などを印刷したプラスチックを貼り付けたもの（プリント合板）や、メラミン樹脂を貼り付け耐水性を高めたものがある。